# Präsident (Schiff, 1905)
Die 1905 in Dienst gestellte Präsident  der Hamburg-Amerikanischen Packetfahrt-Actien-Gesellschaft (HAPAG) war ein kleiner Passagierdampfer für den Zubringerdienst in Westindien, der kleinere Häfen mit den Hauptlinien der Hapag verbinden sollte. Der bei der Seebeck-Werft in Geestemünde gebaute Dampfer wurde im Dezember 1905 nach Westindien überführt und blieb bis zum Ausbruch des Ersten Weltkriegs im Einsatz, wobei er das dänische St. Thomas als Basis nutzte.
Bei Kriegsbeginn wurde die Präsident anfangs als Funkstation genutzt. Von der Kaiserlichen Marine waren anfangs noch die Kleinen Kreuzer Karlsruhe und Dresden in der Karibik, mussten versorgt werden und versuchten Hilfskreuzer wie die Kronprinz Wilhelm auszurüsten. Erst im Dezember 1914 suchte der kleine Dampfer in San Juan Zuflucht und wurde aufgelegt.
Im Juli 1917 beschlagnahmte die USA das Schiff und setzten es bis 1933 als Transporter USS Kittery (AK-2) zwischen der US-Ostküste und amerikanischen Stützpunkten in der Karibik ein.

## Im Dienst der HAPAG
Die am 28. August 1905 auf der Seebeck-Werft vom Stapel gelaufene Präsident war als Zubringerdampfer für die Westindien-Linien der HAPAG bestellt worden. Es war der zweite Versuch der Reederei in einem ihrer ältesten Fahrtgebiete einen derartigen Dienst zu etablieren.  Schon 1873 hatte sie drei kleine Dampfer zur Unterstützung ihrer 1871 eingerichteten Passagier- und Frachtlinie nach Westindien angekauft und dort stationiert.
Die Hapag betrieb diese Linie mit älteren Schiffen und zwei für diesen Dienst neu bestellten Schiffen, der Franconia und der ersten Rhenania von etwas über 3000 BRT.  Als Zubringerdampfer vor Ort wurden die Alsatia und die Lotharingia von knapp 1200 BRT eingesetzt. Die beiden kleinen Dampfer waren die ersten von der Hapag in Deutschland bestellten Seeschiffe. Die bei der Reiherstieg-Werft gebaute Alsatia strandete schon nach knapp dreimonatigem Einsatz vor Puerto Plata und wurde ein Totalverlust. Auch die bei Schweffel in Kiel gebaute Lotharingia war nicht viel glücklicher. Die Hapag hatte den Passagierverkehr 1878 eingestellt und ihre großen Passagierdampfer an die Compagnie Générale Transatlantique verkauft. Die Lotharingia fuhr noch im Postdienst von Saint Thomas in den Golf von Mexiko und wurde zuletzt als reines Frachtschiff eingesetzt. Als sie auch für diese Aufgaben wegen der auf der Hauptlinie eingesetzten relativ kleinen Frachter nicht mehr benötigt wurde, trat sie am 24. Oktober 1882 nach knapp neun Jahren in der Karibik die Heimreise nach Hamburg an. Seither blieb der erste Zubringerdampfer der Hapag in Westindien verschollen. Der dritte Zubringerdampfer, die in Schottland angekaufte Maracaibo, wurde schon nach zwei Einsatzjahren weiterverkauft.
Mit dem Ankauf der britischen Atlas-Linie im Jahre 1901, die zwischen New York und Westindien verkehrte, und der Schaffung einer Passagierlinie von Hamburg nach Mexiko 1903 stieg die Reederei wieder in den Passagierverkehr ein. Der neue Zubringerdampfer sollte auf einer 21-tägigen Rundreise von Saint Thomas nach Kingston (Jamaika) und zurück vor allem die kleineren Häfen der Inseln Haiti und Puerto Rico anlaufen und als Anschluss für die Kombischiffe auf den Westindien-Linien der Hapag von Hamburg zum damals dänischen Saint Thomas dienen. Für diese Linien waren 1905 von der Reiherstieg-Werft die Dania und die Bavaria neu geliefert worden. Diese Schiffe von jeweils 3898 BRT hatte die Möglichkeit, 30 bis 60 Kabinenpassagiere und ggf. auch über 600 Zwischendeckspassagiere zu befördern. 1907 erweiterte sich der Schiffspark erheblich, als die Hapag den Westindien-Liniendienst der dänischen Reederei Det Østasiatiske Kompagni einschließlich dreier Schiffe (Niederwald, Odenwald, Sachsenwald) übernahm und dann noch weitere neue Schiffe einstellte.
Die Präsident war für die Seebeck-Werft der vierte Neubau eines kleinen Kombischiffes mit Doppelschrauben für eine der deutschen Großreedereien – nach der Nuen Tung (1900, 1341 BRT) für den Singapur-Bangkok-Dienst und dem Reichspostdampfer Prinz Waldemar (1903, 3227 BRT) des NDL für die Singapur-Neuguinea-Sydney-Linie und der Admiral von Tirpitz (1905, 2007 BRT) für die Hapag. Letztere kam auf der Postlinie Shanghai-Tsingtau-Tientsin in Dienst.
Am 9. Dezember 1905 begann die Überführungsfahrt der Präsident aus Hamburg nach Westindien. Der 88,5 m lange Dampfer war für eine Dienstgeschwindigkeit von 12 Knoten vorgesehen, soll aber über 15 kn erreicht haben. Er verfügte über Kabinen für 30 bis 45 Passagiere I. Klasse und konnte weitere 36 Passagiere als Tagesgäste oder im Zwischendeck mitnehmen. Der Tiefgang von nur knapp vier Meter und die gute Manövrierfähigkeit des Zweischraubenschiffes erlaubten das Anlaufen kleinerer Häfen, die bis dahin nicht erreicht werden konnten. Bis zum Ausbruch des Krieges 1914 blieb der Dampfer im Zubringerdienst.

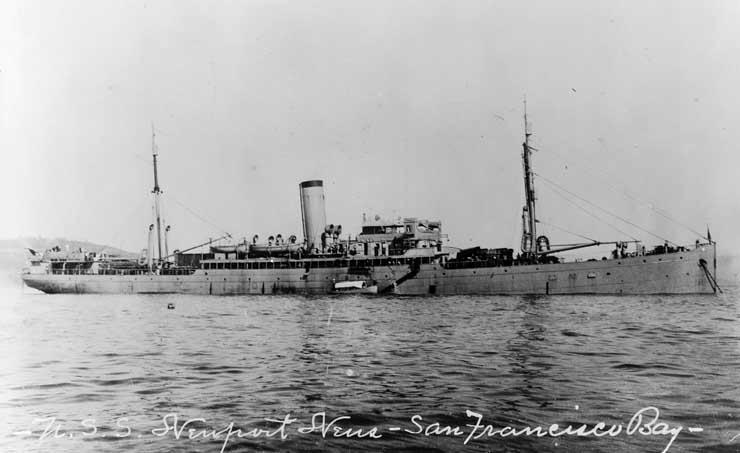
Die Odenwald in US-Diensten

Auch nach Kriegsbeginn bewegte er sich noch zwischen den Leeward Islands und schien für die Unterstützung der deutschen Kreuzer vorgesehen. Tatsächlich hatten die im August 1914 in der Karibik befindlichen deutschen Kreuzer Dresden und Karlsruhe sich jedoch bereits im Atlantik nach Süden orientiert. Die Präsident hatte allerdings Kabelnachrichten, Funksprüche und sonstige Neuigkeiten mit ihrer ausgezeichneten Funkanlage mehrfach empfangen und wiederholt, um die Kreuzer und den von der Karlsruhe ausgerüsteten Hilfskreuzer Kronprinz Wilhelm zu informieren. Erst am 12. Dezember 1914 entschied sich Kapitän Schlimbach, mit seinem Schiff den neutralen Hafen von San Juan (Puerto Rico) dauerhaft anzulaufen, wo sich schon der Hapag-Dampfer Odenwald befand, der in diesem Hafen bei Kriegsausbruch schon die Kohlenübernahme des Kreuzers Karlsruhe unterstützt hatte.

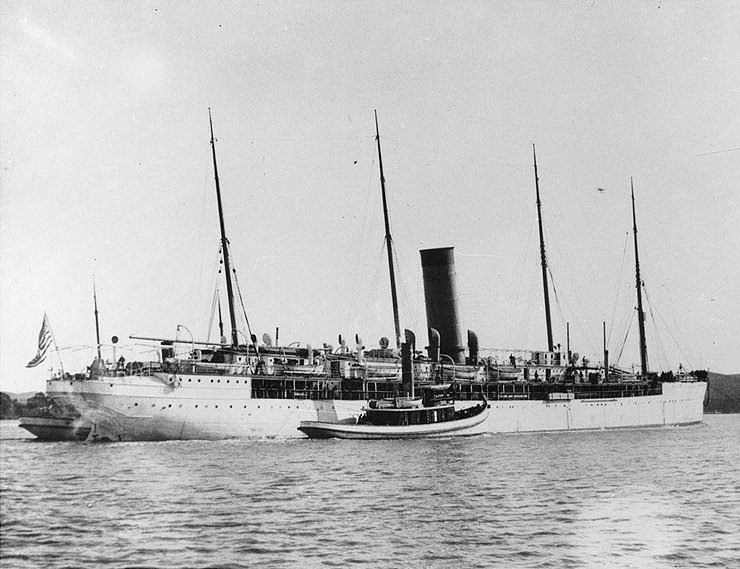
Die USS Hancock

Am 1. April 1917 wechselten die dänischen Inseln in der Karibik und auch Saint Thomas, der faktische Heimathafen der Präsident, für 25 Millionen Dollar den Besitzer. Der Kommandant des dänischen Kreuzers Valkyrien wickelte die Übergabe mit der United States Navy ab. Die Inseln wurden die United States Virgin Islands. Der US-amerikanische Transporter USS Hancock (1879, 8500 ts) hatte ein Kommando Marines überführt, und deren Kommandeur wurde der erste US-Gouverneur der Inseln. Als die USA sechs Tage später auf Seiten der Entente in den Krieg eintraten, beschlagnahmten sie die dort liegenden deutschen Dampfer Wasgenwald und Calabria. Die Hancock lief dann nach San Juan und besetzte dort am 18. Mai 1917 die dort liegenden deutschen Dampfer Präsident und Odenwald. Am 23. Mai verließ die Hancock mit einem Teil der Besatzungen als Kriegsgefangenen, der nicht fahrbereiten Odenwald im Schlepp und begleitet von der Präsident San Juan. Am 1. Juni 1917 traf sie in der Marinewerft von Philadelphia ein, wo die deutschen Schiffe für eine Nutzung durch die amerikanische Marine in Stand gesetzt werden sollten.

## Amerikanischer Truppentransporter

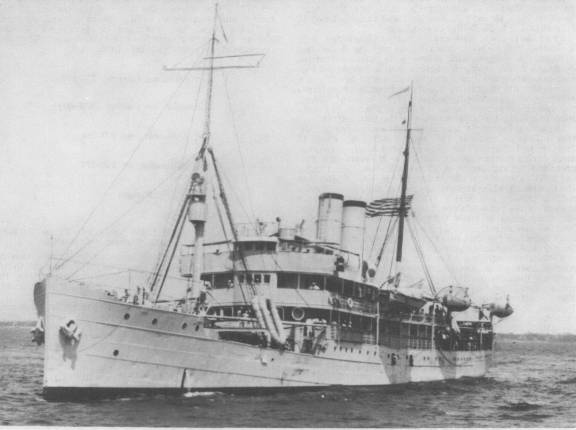
USS Kittery (AK 2)

Am 6. Juli wurde die überholte Präsident in Philadelphia, Pennsylvania, unter dem neuen Namen USS Kittery in Dienst gestellt. Sie sollte als Fracht- und Passagierschiff zwischen den USA und den amerikanischen Stützpunkten auf den Westindischen Inseln eingesetzt werden. Am 18. Juli 1917 verließ sie Philadelphia zu ihrer ersten Reise im US-Dienst. Sie wurde in Charleston (South Carolina) stationiert und machte in der Regel jeden Monat eine Rundfahrt zur Versorgung amerikanischer Streitkräfte in der Karibik.
Nach Kriegsende war der Ausgangspunkt für die weiterhin durchgeführten Reisen Charleston oder Norfolk (Virginia), und die Kittery lief eine Vielzahl von Häfen an. Ihre letzte Einsatzreise begann in der Marinestation Guantanamo Bay, führte nach Port-au-Prince und Cap-Haïtien und dann nach Norfolk, wo sie am 21. Dezember 1932 eintraf. Sie verlegte vom 28. bis 30. Januar 1933 nach Philadelphia, wo sie am 5. April außer Dienst gestellt wurde. Das Schiff wurde dem US Shipping Board übergeben, ohne einen neuen Nutzer zu finden. 1937 wurde die ehemalige Präsident dann verschrottet.